# رالف رافائل
رالف رافائل (انگلیسی: Ralph Raphael؛ ۱ ژانویه ۱۹۲۱ – ۲۷ آوریل ۱۹۹۸) یک شیمی‌دان اهل بریتانیا بود.